# Godofredo II de Lovaina
Godofredo II de Lovaina ou também Godofredo II de Brabant (1100 - 13 de junho de 1142) foi conde de Lovaina, landgravo de Brabante, marquês de Antuérpia e duque da Baixa-Lotaríngia (Godofredo VI) de 1140 a 1142.
Foi filho de Godofredo I de Brabante, conde de Lovaina, de Bruxelas, landgravo de Brabante, marquês de Antuérpia e duque da Baixa-Lotaríngia, e de Ida de Chiny.
Godofredo I o trás para perto dos negócios familiares em 1136, e carrega o título ducal a partir dessa data, função que foi confirmada pelo imperador Conrado III, cuja cunhada Godofredo II desposa.
Embora seu pai houvesse conseguido nos anos anteriores o ducado da Baixa-Lotaríngia, este foi retirado dele em benefício de Valério de Limburgo. Tanto seu pai quanto Valério morreram com pouco tempo de diferença. O imperador doa a Baixa-Lotaríngia a Godofredo, mas o filho de Valério, Henrique II de Limburgo, reivindica o ducado. Godofredo, no entanto, reage vigorosamente e derrota rapidamente o conde de Limburgo. 
Falece dois anos depois de uma doença estomacal. Foi enterrado na igreja de São Pedro, em Lovaina.

## Relações familiares
Foi filho de Godofredo I de Brabante (1060 - 25 de Janeiro de 1139) e da 1ª esposa deste, Ida de Chiny e Namur (1078 - 1117) filha de Otão II de Chiny, conde de Chiny e de Adelaide de Namur. Casou-se em 1139, com Lutegarda de Soulzbach (1109 - 1163), filha de Berenguer II de Soulzbach, conde de Soulzbach e senhor de Bamberg e de Adelaide de Lechsgemünd. Lutegarda era irmã de Gertrudes, que se casa com o imperador Conrado III, Sacro Imperador Romano-Germânico, de quem teve: 
1. Godofredo III de Lovaina (1140 - 1190), conde de Lovaina, landgravo de Brabante, marquês de Antuérpia e duque da Baixa-Lotaríngia.